# Eunidia nigroterminata
Eunidia nigroterminata är en skalbaggsart som beskrevs av Stefan von Breuning 1949. Eunidia nigroterminata ingår i släktet Eunidia och familjen långhorningar. Inga underarter finns listade i Catalogue of Life.